# Les Liens du sang (série télévisée)
Pour l’article homonyme, voir Les Liens du sang.
Les Liens du sang (Väter und Söhne – Eine deutsche Tragödie) est une série télévisée ouest-germano-franco-italien en cinq épisodes scénarisée et réalisée par Bernhard Sinkel et sortie en 1986. Elle traite de l'ascension et du déclin de l'influente famille d'industriels Deutz, avec en toile de fond l'histoire dramatique de l'Empire allemand durant la première moitié du XXe siècle. Les protagonistes de l'intrigue sont certes tous imaginaires, mais ils laissent entrevoir certains aspects de personnages historiques réels au sein du groupe chimique I.G. Farben.

## Synopsis
Allemagne, 1911. Friedrich Deutz, descendant d'une riche dynastie d'industriels de la chimie, revient de son long séjour aux États-Unis, où il a été envoyé par des proches pour rompre sa relation avec sa belle-sœur, à l'occasion des célébrations du 25e anniversaire de l'entreprise familiale, fondée par son père Carl Julius Deutz. De son expérience américaine, Friedrich a tiré une mentalité d'entrepreneur agressive et impitoyable. Sa première proposition révolutionnaire est celle d'une coalition des principales industries chimiques allemandes, afin d'empêcher les concurrents étrangers de pénétrer le marché intérieur. Ses plans sont toutefois contrecarrés par Carl, dont la vision est ancrée dans la tradition. L'évolution des événements internationaux et nationaux semble aller dans le sens souhaité par le jeune homme : après le déclenchement de la Première Guerre mondiale, les différentes entreprises s'uniront sous la marque IG et, après la guerre, finiront par soutenir le régime nazi naissant.

## Fiche technique
- Titre français : Les Liens du sang[1],[2]
- Titre original allemand : Väter und Söhne – Eine deutsche Tragödie ou Lieb Vaterland[3]
- Titre italien : Padri e figli[4]
- Réalisation : Bernhard Sinkel
- Scénario : Bernhard Sinkel
- Photographie : Dietrich Lohmann
- Montage : Jean-Claude Piroué
- Musique : Peer Raben
- Décors : Erhard Engel, Götz Weidner
- Costumes : Barbara Baum
- Effets spéciaux : Helmut Klee
- Production : Dieter Minx
- Sociétés de production : FR3 Films Production, Bavaria Atelier, Rai Uno, Westdeutscher Rundfunk (WDR), Österreichischer Rundfunk (ORF)
- Pays de production :  Italie -  Allemagne de l'Ouest -  France
- Langue originale : allemand
- Format : couleurs - 1,33:1 - Son mono - 35 mm
- Genre : film dramatique
- Durée : 480 minutes
- Date de première diffusion : 
  - Allemagne de l'Ouest : 12 novembre 1986
  - France : 6 mars 1987
  - Italie : 18 octobre 1987

## Distribution
- Burt Lancaster: Carl Julius Deutz, Geheimrat
- Julie Christie: Charlotte Deutz, née von Döring
- Bruno Ganz: Heinrich Beck
- Rüdiger Vogler: Ulrich Deutz
- Dieter Laser: Friedrich Deutz
- Tina Engel: Luise Beck geb. Deutz
- Burkhard Heyl: Carl Beck
- Herbert Grönemeyer: Georg Deutz
- Katharina Thalbach: Elli Deutz
- Martin Falk: Edmund Deutz
- Martin Benrath: Bankier Bernheim
- Chad Tabor: Max Bernheim als Kind
- Hannes Jaenicke: Max Bernheim
- Laura Morante: Judith Bernheim
- Christian Doermer: Dr. Körner
- Cyrielle Claire: Anni
- Alexander Radszun: Sokolowski
- Daphne Wagner: Olga

## Production
La préparation de la mini-série a duré environ cinq ans. Bernhard Sinkel souhaitait s'entourer d'une distribution internationale prestigieuse afin de donner à l'œuvre un haut niveau de spectacle. Le tournage s'est déroulé de novembre 1984 à juillet 1985 dans différents lieux situés sur le territoire soviétique de l'époque, dans ce qui était alors l'Allemagne de l'Ouest, à Munich (notamment le château Faber-Castell), Salzbourg, Heidelberg et au Schloss Stein près de Nuremberg. Pour les événements racontés, le réalisateur et scénariste s'est inspiré de sa propre biographie familiale : en effet, l'un de ses grands-oncles a été jugé à Nuremberg pour ses liens avec le gouvernement nazi, en tant que membre du conseil d'administration de l'industrie chimique IG Farben. En Allemagne de l'Ouest, la mini-série a connu un succès considérable lors de sa première diffusion à la télévision.